# Marie-Pierre Pruvot
Marie-Pierre Pruvot, eller Marie-Pier Ysser (född som Jean-Pierre Pruvot den 11 november 1935, i Issers, Algeriet), är en transgender showartist, fransklärare och författare.

## Biografi
Marie-Pierre Pruvot är en fransk transkvinna, född i Algeriet, som uppträdde under scennamnet "Bambi". Hon dansade hos Madame Arthur och på Carrousel de Paris i cirka tjugo år. 
År 1961 genomgick Bambi kirurgi, två år efter sin vän Coccinelle (Jacqueline Charlotte Dufresnoy).
Hon tog studenten i 33-årsåldern och fortsatte sina studier på Sorbonne och blev fransklärare. Hon började undervisa i Cherbourg 1974, och två år senare började hon undervisa på Pablo Picasso-högskolan i Garges-lès-Gonesse, där hon stannade kvar i 25 år. Hon har blivit belönad med den Akademiska palmen. 
Idag ägnar sig Bambi helt och hållet åt skrivandet. Hennes första roman J'inventais ma vie (Jag hittade på mitt liv) publicerades av förlaget Osmondes 2003 under namnet Marie-Pier Ysser. 2007 publicerade hon sin självbiografi Marie parce que c'est joli (Marie för att det är vackert) hos förlaget Bonobo, där hon avslöjar sin identitet och sin resa till att bli författare.  
2012 tecknade Bambi avtal med förlaget Ex Aequo. Essän France, ce serait aussi un beau nom (Frankrike, det skulle också vara ett vackert namn) publicerades i kölvattnet: utifrån artiklar från tidningen Le Monde, från Général De Gaulle till nutid, försöker hon förklara hur det franska språkets aura har tappat sitt inflytande på den internationella scenen. J'inventais ma vie publicerades på nytt hos Ex-Aequo och Bambi skrev en uppföljare som kom i flera volymer: 2013 publicerades Madame Arthur och Le Carrousel. La chanson du bac och Le gay cimetière avslutar romanserien. 
Marie-Pierre Pruvots läsare efterfrågade några anekdoter bakom kulisserna och det utmynnade i Frissons au Carrousel. I slutet av 2013 publicerades Comme autant de ronds dans l'eau (Som så många cirklar på vattnet...), som hon skrev tillsammans med Galia Salimo. 
Sébastien Lifshitz har ägnat henne en dokumentärfilm som heter Bambi, i vilken hon berättar sin historia, blandat med nutida vittnesmål och arkivbilder. Filmen släpptes i juni 2013. Den fick Teddy Award på Filmfestivalen i Berlin för bästa dokumentärfilm samma år. I början av 2014 nominerades dokumentären till Césarpriset i kategorin kortfilmer.
Den 24 november 2014 upphöjdes Marie-Pierre Pruvot till riddares rang i Nationalförtjänstorden av Roselyne Bachelot. Marie-Pierre Pruvot dedicerar den här utmärkelsen "till alla de vars kamp för ett normalt liv fortsätter". Hon tillade: "Det finns fortfarande för många människor i Frankrike idag som är marginaliserade och som bara strävar efter att leva fritt, normalt, utan skandaler, att kunna resa utan hinder, att få behandling på sjukhus utan förnedring, alla av dessa saker som ofta är otillgängliga för dem. Det är till dem jag nu dedicerar denna dekoration som hedrar mig så mycket".

## Dokumentärfilmer
- Bambi av Sébastien Lifshitz, 2013
- Le sexe de mon identité av Clara Vuillermoz, 2012
- I am a woman now av Michiel van Erp, 2012
- Nous n'irons plus au bois av Josée Dayan, 2008